# Indenrigsministre fra Færøerne
Indenrigsministeren (færøsk: landsstýrismaðurin í innlendismálum eller innlendismálaráðharrin) var en ministerpost i Færøernes regering. Indenrigsministeriet blev oprettet i 2004 og nedlagt i 2013. I en periode i 2008, under Jóannes Eidesgaards anden regering, kaldtes dette ministerium Justitsministeriet, men forvaltede de samme opgaver. Nogle af Indenrigsministeriets opgaver omfattede kommunerne, udkants-Færøerne (Útoyggjar), politi, retsvæsen, trafik, miljøværn, udlændingesager og administration af valg. Da Aksel V. Johannesens regering blev dannet i september 2015, blev Indenrigsministeriet genetableret.
| Periode   | Navn              | Parti                | Ministerium                       |
| --------- | ----------------- | -------------------- | --------------------------------- |
| 2004–2005 | Jógvan við Keldu  | Fólkaflokkurin       | Indenrigsministeriet              |
| 2005–2007 | Jacob Vestergaard | Fólkaflokkurin       | Indenrigsministeriet              |
| 2007–2008 | Heðin Zachariasen | Fólkaflokkurin       | Indenrigsministeriet              |
| 2008–2011 | Annika Olsen      | Fólkaflokkurin       | Indenriksministeriet              |
| 2011      | John Johannessen  | Javnaðarflokkurin    | Indenrigsministeriet              |
| 2011–2013 | Kári P. Højgaard  | Sjálvstýrisflokkurin | Indenrigsministeriet              |
| 2015–     | Sirið Stenberg    | Tjóðveldi            | Sundheds- og indenrigsministeriet |